# Texasi hosszúszarvú marha

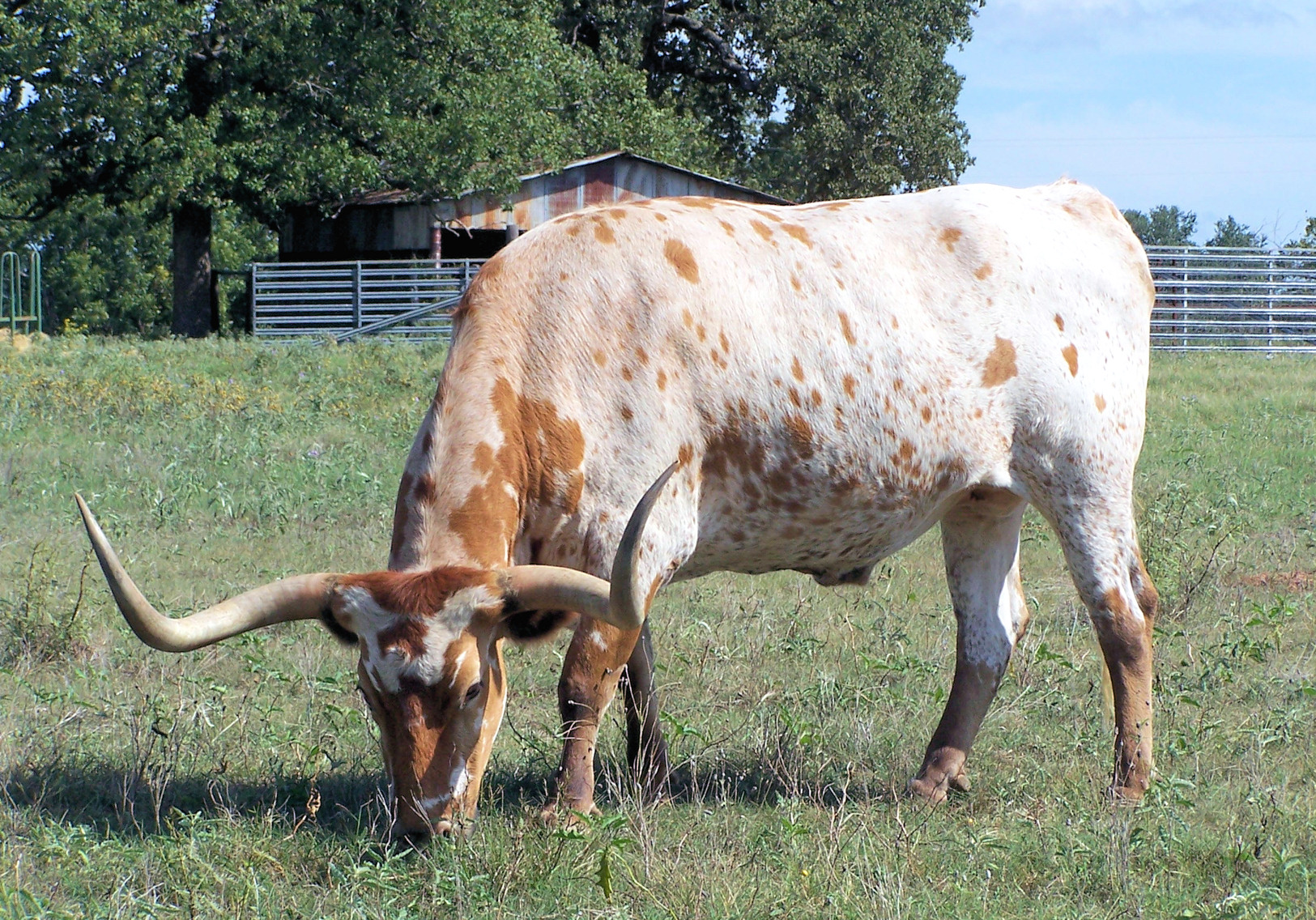
Legelő példány

A texasi hosszúszarvú marha az elvadult mexikói szarvasmarha és az európai szarvasmarha kereszteződéséből jött létre. Az állat legfőbb jellemzője, mint ahogy azt a neve is mutatja, a hosszú szarva, amelynek hegyei között akár 2,1 méteres távolság is lehet, és néhány példánynál akár háromszorosan is csavart. A marha fajtisztaságáról és fennmaradásáról a Texas Longhorn Breeders Association of America (Az Amerikai Texasi hosszúszarvú marha Tenyésztők Egyesülete) és az International Texas Longhorn Association (Nemzetközi Texasi hosszúszarvú marha Egyesület) gondoskodik. Az árveréseken a jó minőségű állatok, akár 40 000 amerikai dollárt is érhetnek; a rekordot egy tehén tartja, vásárlója 170 000 dollárért vette meg. Az okosabb szarvasmarhák közé tartozva, a texasi hosszúszarvú marhát könnyen be lehet tanítani és jól tűri, ha felülnek a hátára.

## Története és megjelenése
E szarvasmarha őseinek egy része, talán az első szarvasmarhák között voltak, amelyeket a spanyolok betelepítettek Észak-Amerikába, köztük Kalifornia és Florida területeire is.
Az első texasi fehér telepesek, akik kolóniáikat a Nueces-folyó és a Rio Grande közé helyezték el, a szabadon élő mexikói szarvasmarhákat a saját keleti származású marháikkal keresztezték, létrehozva az amerikaiak egyik jellegzetes háziállatát és a western filmek egyik fő „kellékét”, a texasi hosszúszarvú marhát. Az újonnan kitenyésztett jószág kemény, szívós állat lett. A texasi hosszúszarvú marha hosszú lábú és szarvú. Az állat színezete nagyon változatos, lehet: kékesszürke, sárgás árnyalatú, barnás, fekete, vörös és fehér; a legtöbbször világos vagy sötét foltozással. A texasi hosszúszarvú marha legközelebbi rokonai a portugáliai származású Alentejana marha és Mertolenga marha.
Miután Texas csatlakozott az Amerikai Egyesült Államokhoz, az állam szarvasmarhája kihalófélbe került, mivel más, zárt farmokban tenyészthető fajtákat hoztak be; a nyílt prérin tenyészthető texasi hosszúszarvú marha már nem volt gazdaságos a modern világban. 1927-re annyira lecsökkent az állománya, hogy az United States Forest Service (Az Államok Erdőgazdálkodási Szervezete) összegyűjtötte a megmaradt példányokat és áthelyezte az oklahomai Lawton város melletti Wichita Mountains Wildlife Refuge rezervátumba. Néhány évvel később, J. Frank Dobie és társai, texasi hosszúszarvú marhákat szereztek, hogy a texasi nemzeti parkokban mutathatják be érdekességként. Mivel továbbra is szívós állat maradt, amely könnyen ellenáll a betegségeknek és a gyér legelőkön is megél, száma újból növekedésnek indult. Manapság újból tenyésztik húsáért. A texasiak történelmi szempontból is kedvelik.

## Felhasználása
A texasi hosszúszarvú marhát főleg húsáért tenyésztik. Húsában, más marhahússal ellentétben, kevesebb a zsír, a koleszterin és a kalória. Az USA délnyugati államainak boltjaiban texasi hosszúszarvú marha tejből készített sajtot is lehet találni. Kis méretű borja miatt a texasi hosszúszarvú marha tehene könnyen ellik, emiatt gyakran keresztezik más fajtákkal.

## Képek

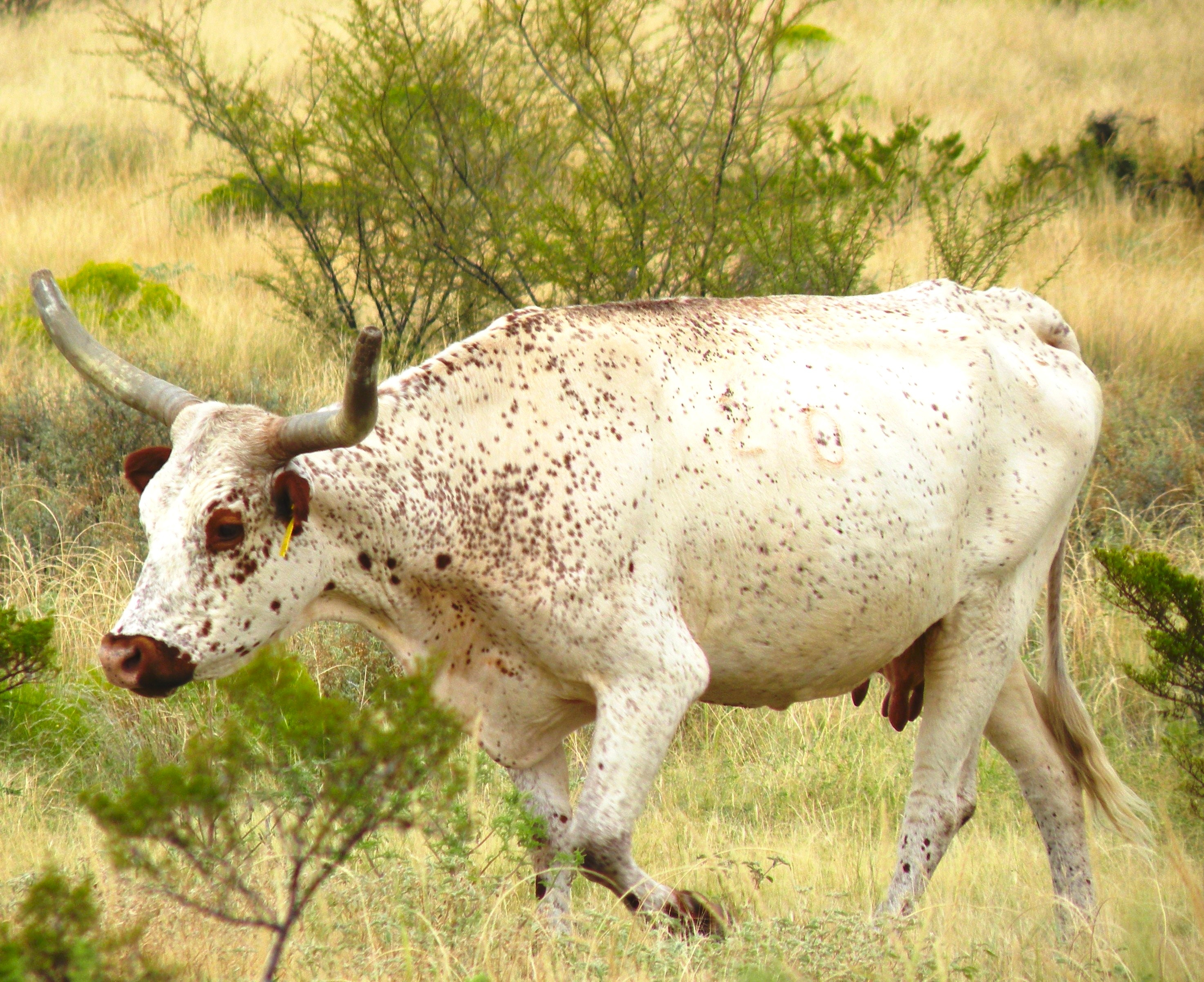
Tehén
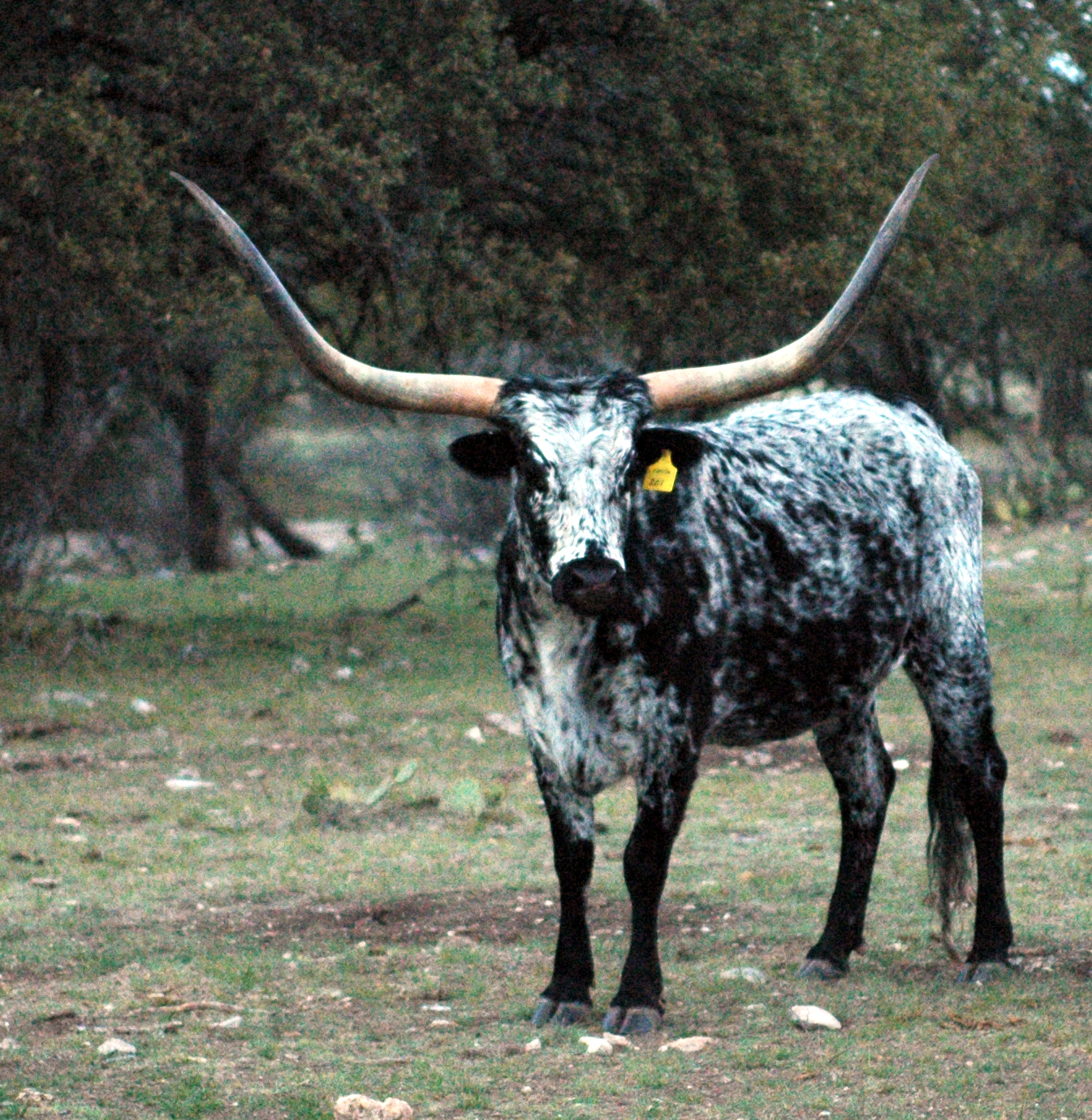
A marha
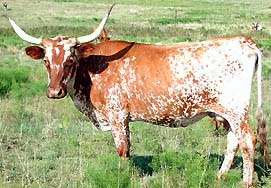
különböző
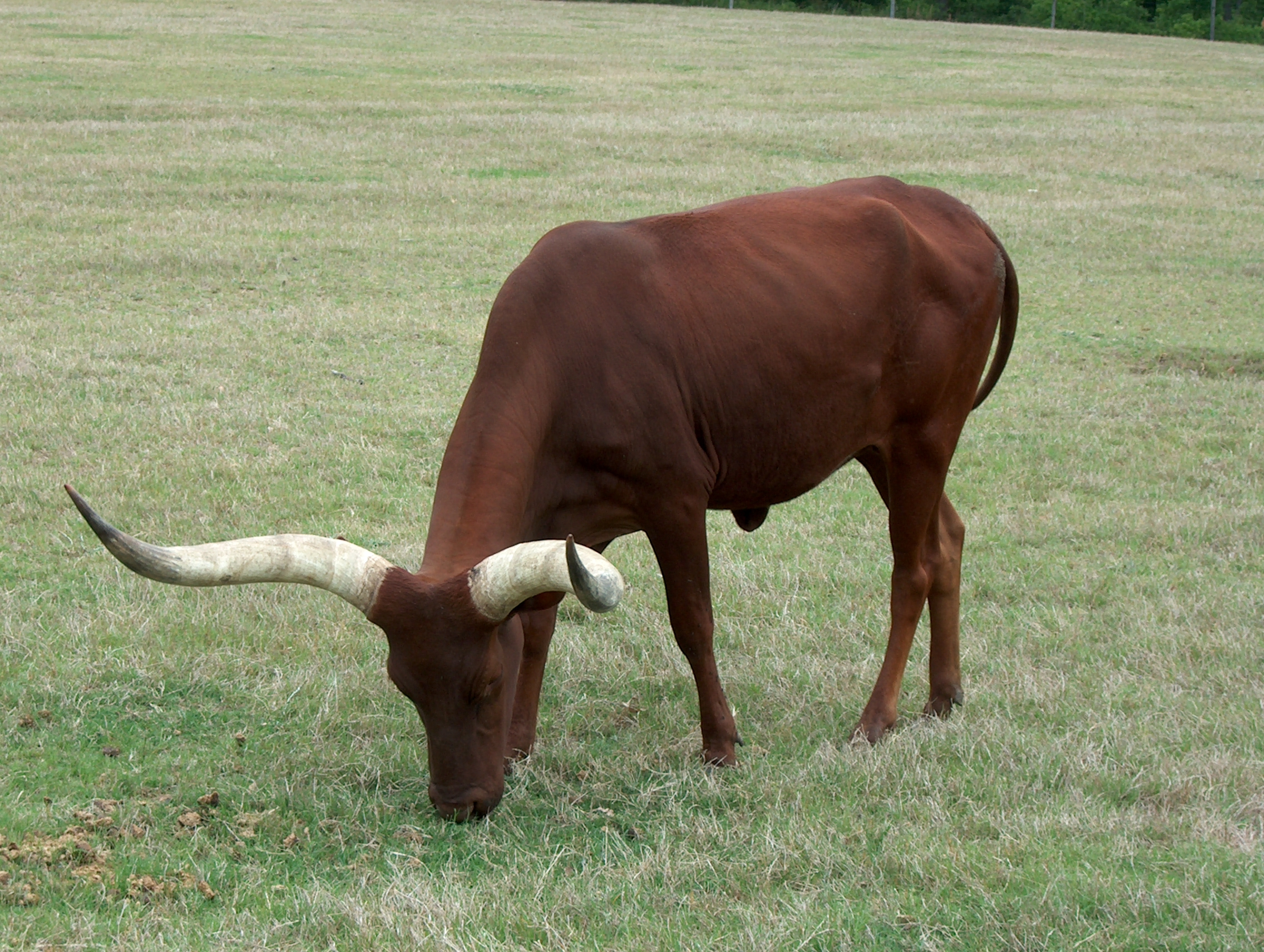
színekben
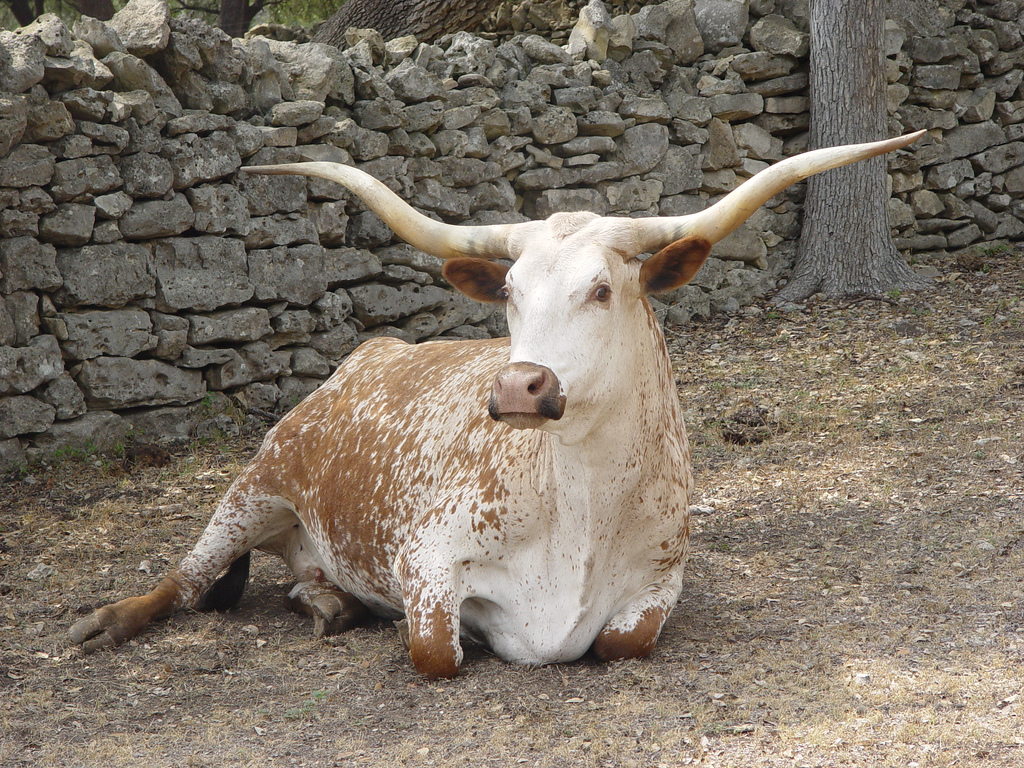
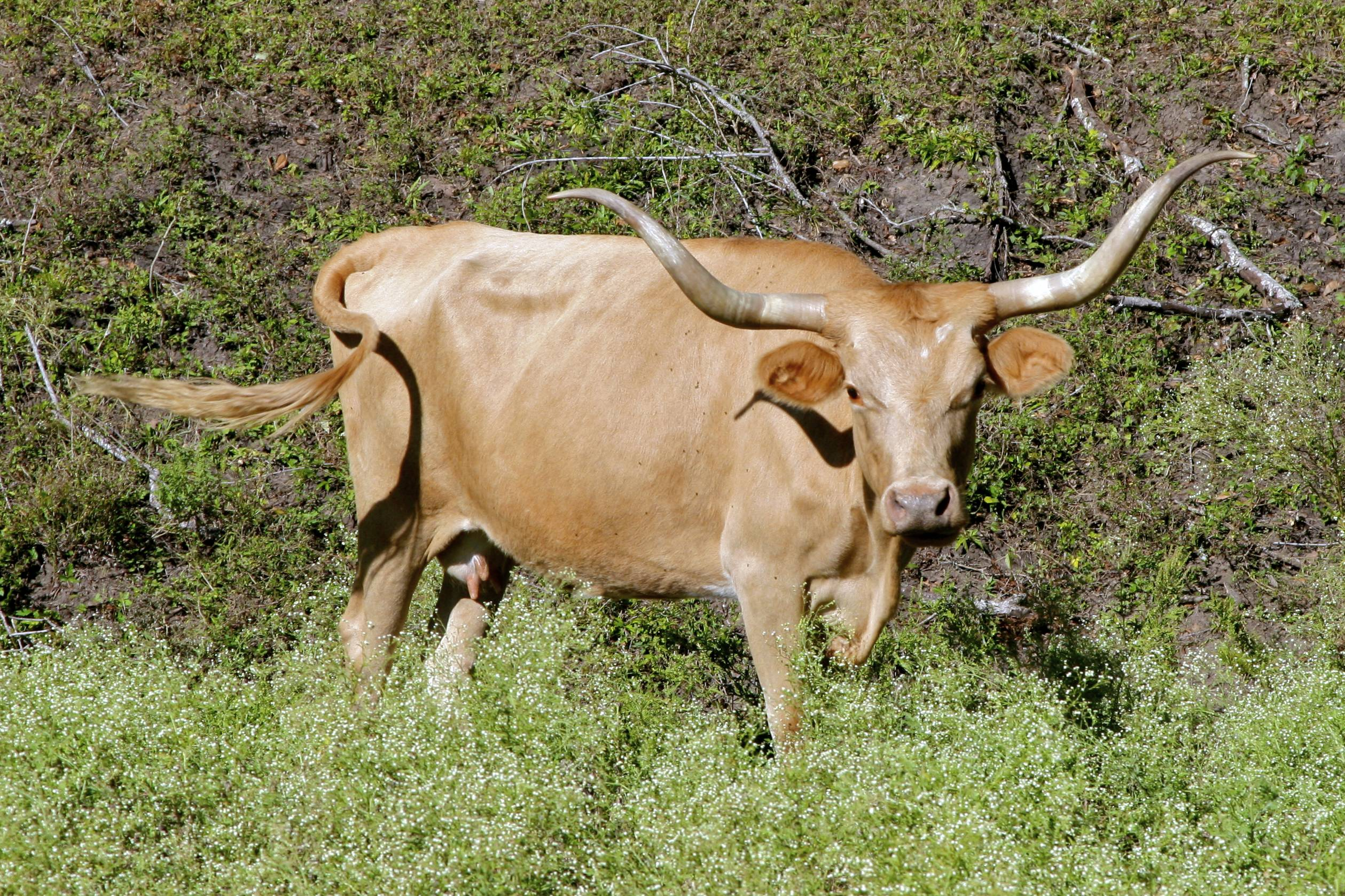
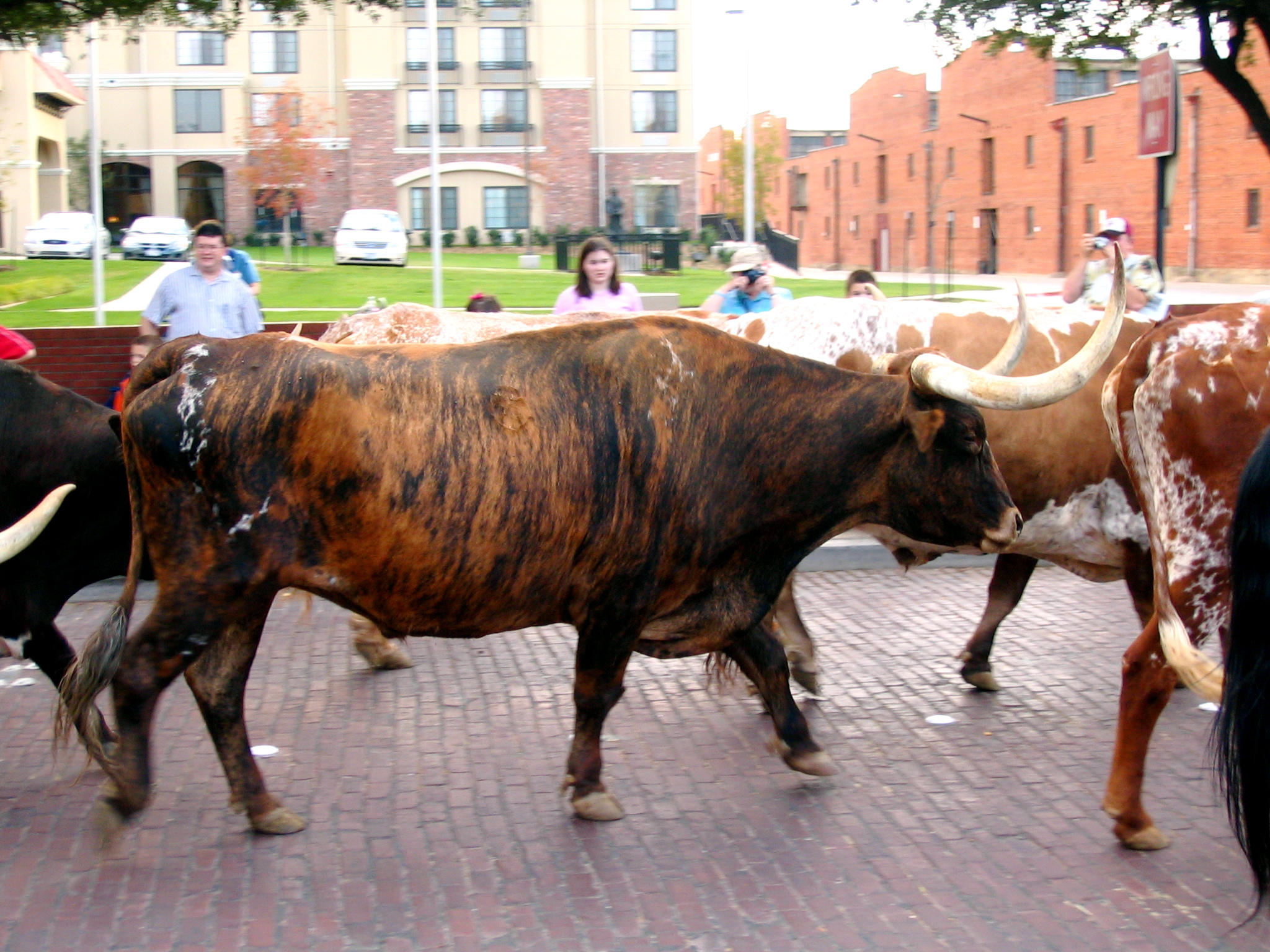
Tigriscsíkos példány
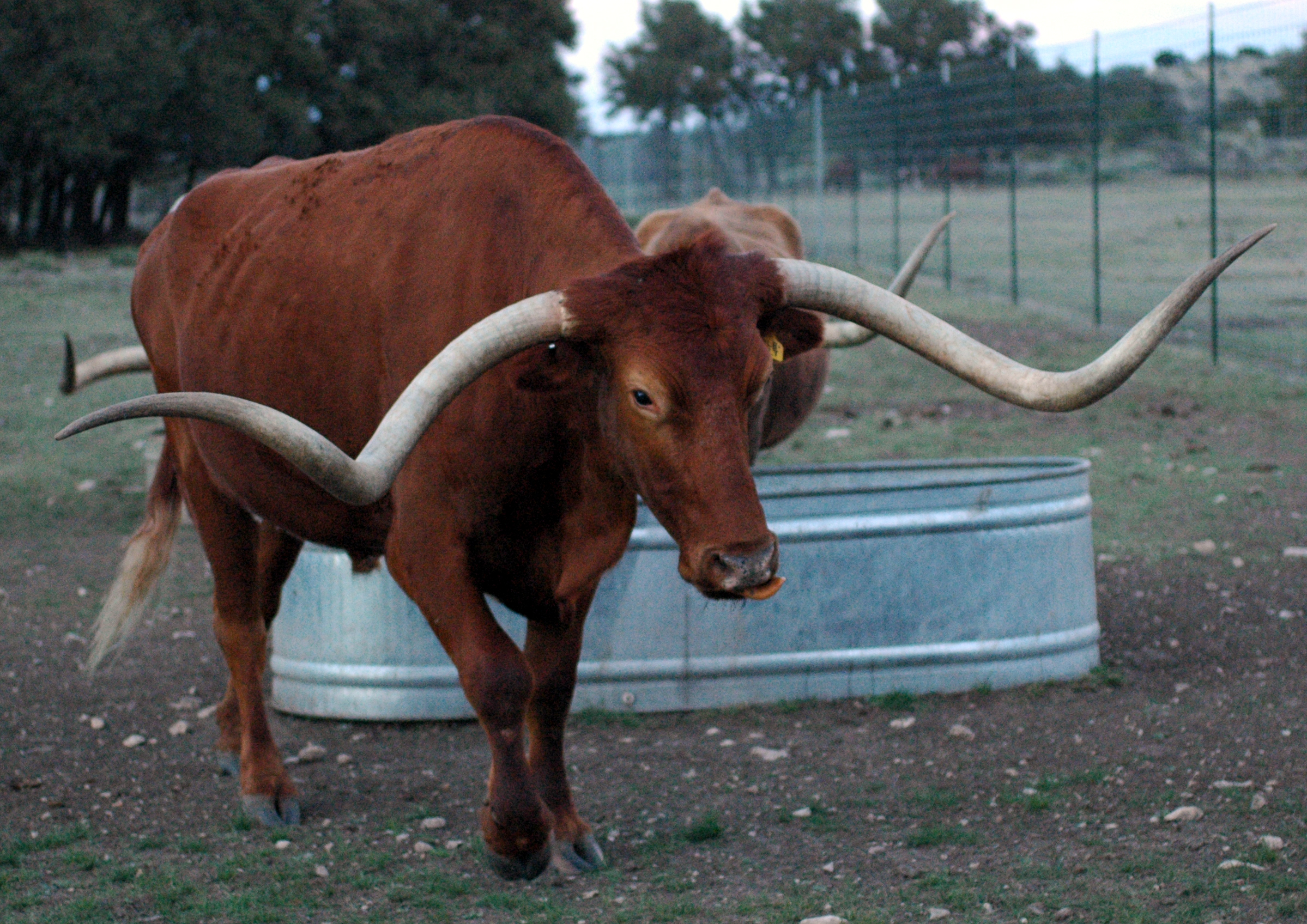
Szarva hatalmas
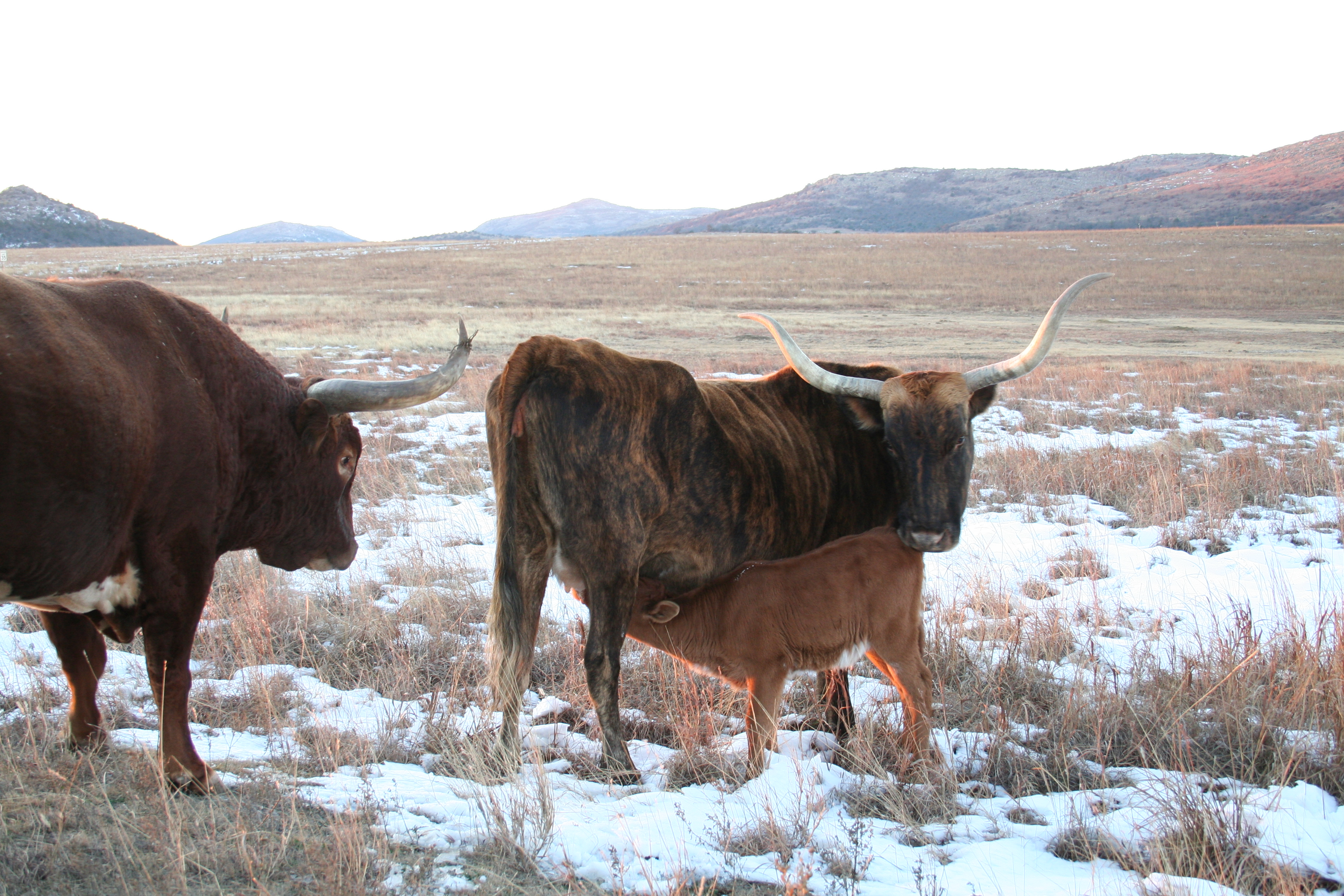
A prérin
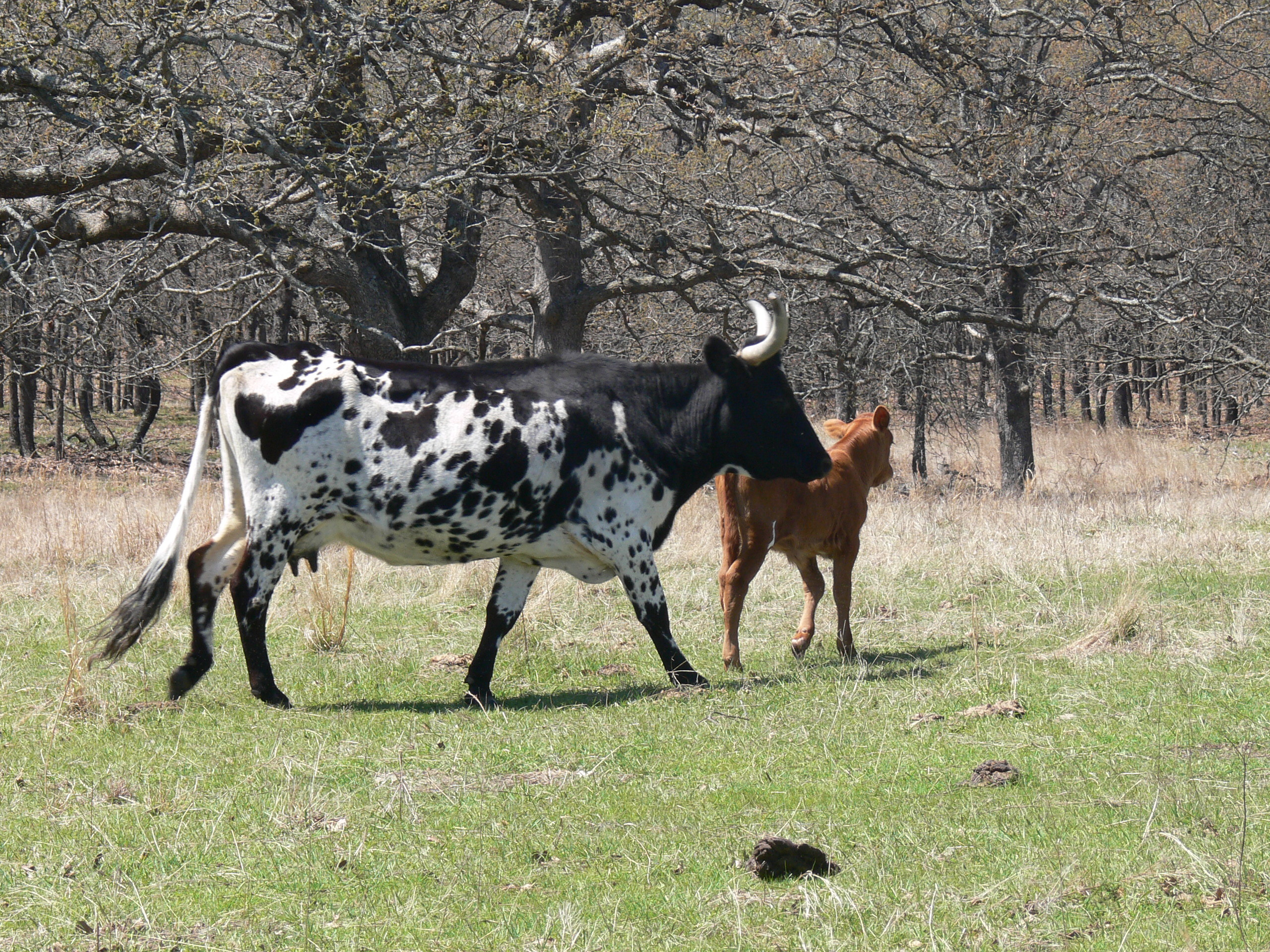
Tehén a borjával
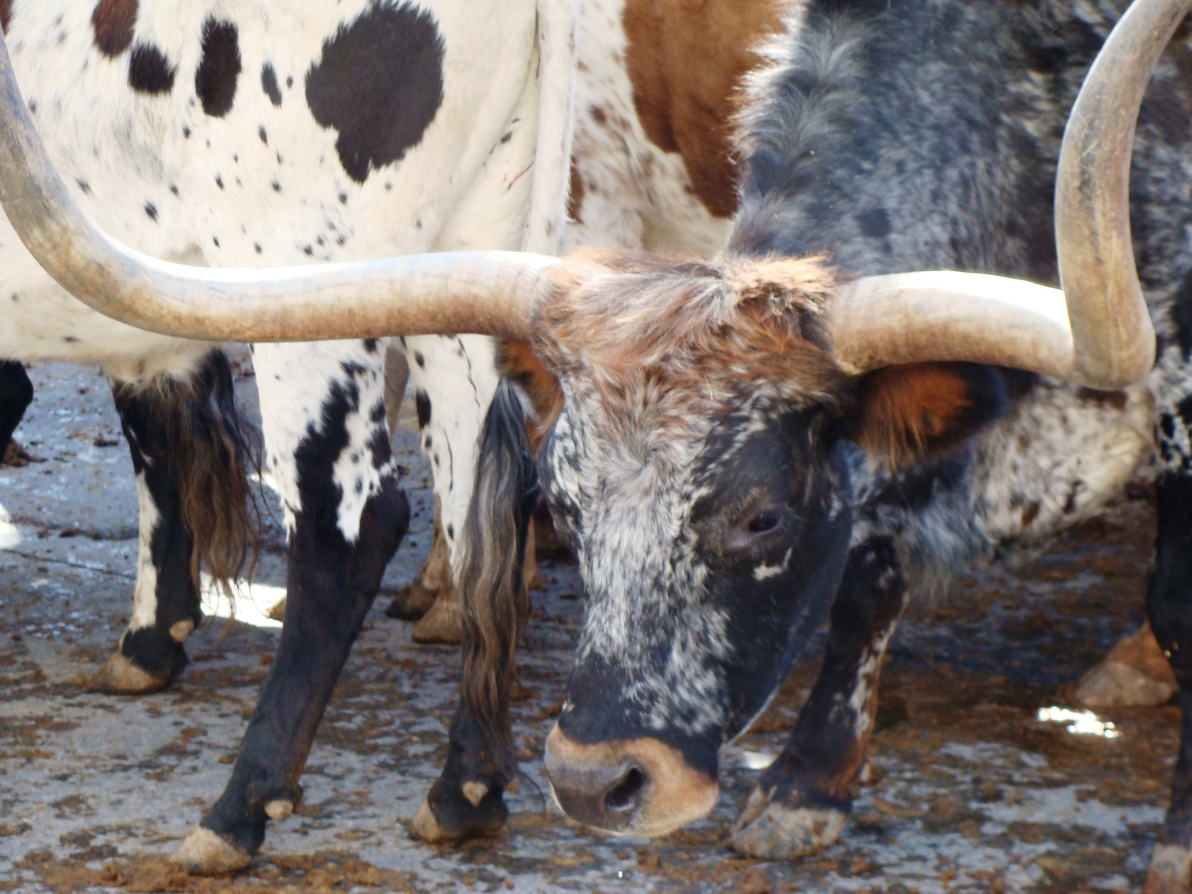
A feje
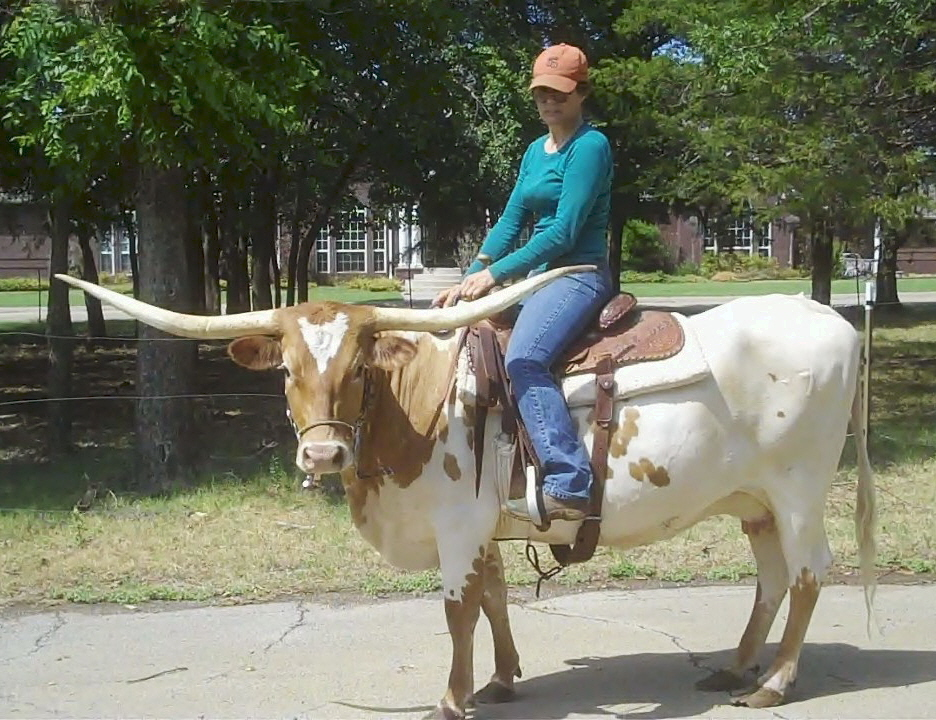
Meglovagolva
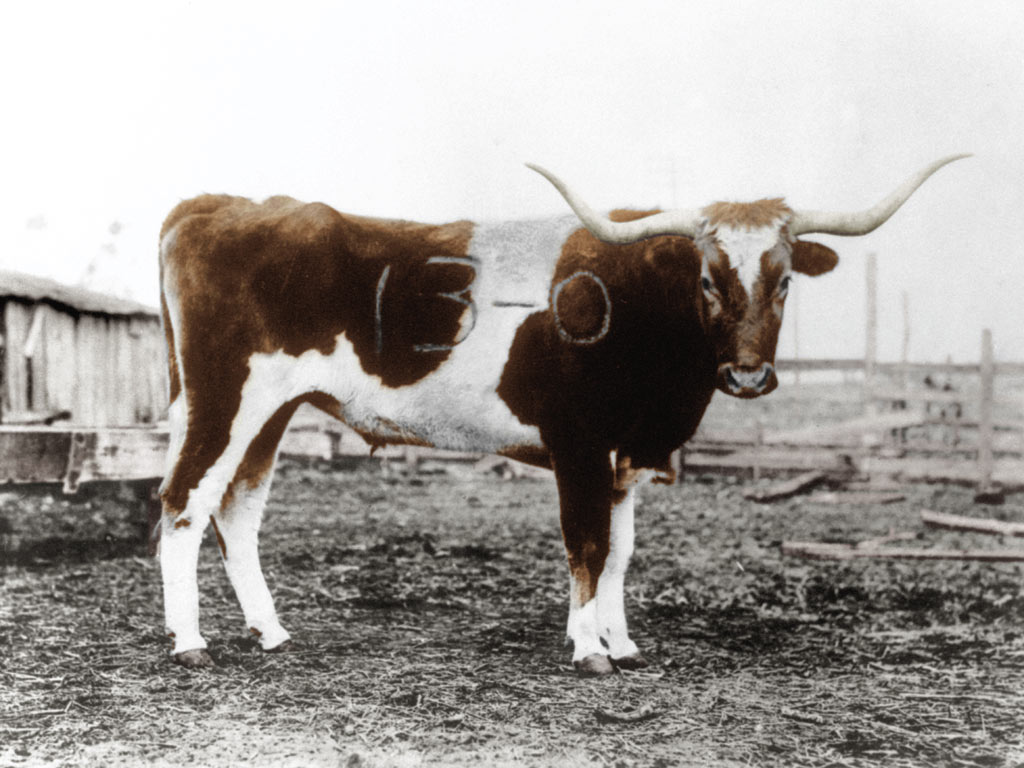
Bevo, az University of Texas at Austin kabalája

### Fordítás
- Ez a szócikk részben vagy egészben  a   Texas Longhorn című angol Wikipédia-szócikk ezen változatának fordításán alapul.  Az eredeti cikk szerkesztőit annak laptörténete sorolja fel. Ez a jelzés csupán a megfogalmazás eredetét és a szerzői jogokat jelzi, nem szolgál a cikkben szereplő információk forrásmegjelöléseként.